# Деградация магнитной ленты

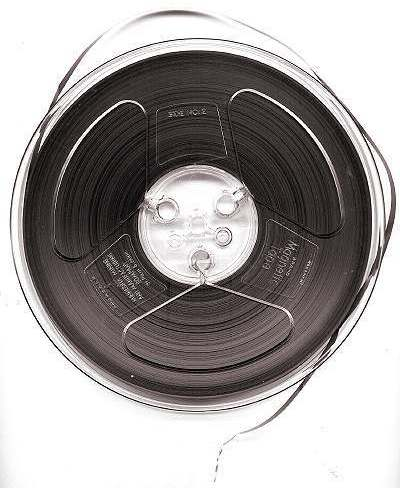
Катушка с магнитной лентой

Деградация магнитной ленты, также синдром липкости-осыпания (англ. sticky-shed syndrome) — состояние магнитной ленты, вызванное разрушением связующего вещества, удерживающего магнитный порошок гамма-окиси железа на полимерной основе или тонкослойное защитное покрытие на нерабочей стороне ленты (англ. back-coating). Подобным образом деградировавшая лента считается не подлежащей восстановлению. Это происходит по причине того, что некоторые типы связующих веществ могут со временем разрушаться из-за поглощения влаги и последующего гидролиза.
Деградация ленты легко определяется при её перемотке: скорость замедляется, а лента издает резкие звуки, напоминающие звук отрывания клейкой ленты. При попытке воспроизведения поврежденной ленты она может неприятно скрипеть, свистеть или пищать (в СССР данная проблема получила название «скрипичный эффект»), а на магнитных головках и деталях лентопротяжного механизма остаются липкие следы магнитного порошка.
Из-за попадания осыпающихся частиц магнитного слоя в зазор головок записи и воспроизведения нарушается плотность прилегания к ним рабочей поверхности ленты, что приводит к ухудшению качества записываемого или воспроизводимого сигнала, особенно в диапазоне высоких частот. Возможно даже полное выпадение сигнала в одном из каналов записи/воспроизведения, что устраняется очисткой магнитных головок.
Нередко следствием деградации становится прилипание магнитного слоя к соседним виткам ленты, из-за чего на рабочей поверхности остаются светло-коричневые шероховатые полосы. В результате она становится непригодной к дальнейшему использованию, так как при воспроизведении сильно возрастает уровень шумов, который невозможно удалить даже современными цифровыми средствами реставрации звука.
В некоторых случаях, обычно с цифровыми записями, признаки будут менее заметными, но при воспроизведении периодически возникают ошибки чтения данных.

## Причины
Некоторые магнитные ленты могут деградировать из-за разрушения связующего вещества (клея), удерживающего магнитный слой на лавсановой основе или на нерабочей стороне, если её изготовителем использовались нестабильные рецептуры связующих. Такие связующие содержат полиуретан, который, насыщаясь влагой, приводит к осаждению уретана на поверхность основы. Данная проблема получила название «синдром липкости-осыпания». По одной из версий это связано с использованием на первоначальном этапе изготовления магнитных лент уретана с малой длиной волокон, который впоследствии был заменен на уретан с бо́льшей длиной волокон, что улучшило качество записи, но такие ленты более гигроскопичны. Нагревание деградировавшей ленты в течение некоторого времени (так называемое «выпекание») временно её восстанавливает, удаляя влагу, поэтому обработанные таким образом ленты могут быть перезаписаны или перенесены на немагнитные носители без опасности повреждения записи. Вновь деградировавшую ленту можно подвергнуть повторной процедуре «выпекания».

## Типы магнитных лент, подверженные деградации
Ленты советского, российского и украинского производства торговых марок «Свема», «Славич» и «Тасма» очень часто имели проблемы с качеством полива. Поэтому ленты «Свема» и «Славич» чаще были подвержены осыпанию магнитного слоя, а продукция «Тасмы» — так называемому «скрипичному эффекту» из-за нарушений технологии производства, особенно во второй половине 1980-х годов. После распада СССР в 1991 году и перехода к рыночной экономике качество выпускаемой ленты резко упало. Технология производства удешевлялась и упрощалась, контроль качества был формальным или не проводился вообще. В результате магнитные ленты, выпущенные в этот период, наиболее подвержены процессу деградации.
Деградации подвержены многие американские типы лент, изготовленные компаниями Ampex и Quantegy: 406/407, 456/457, 499, а также аудиофильские серии с обратным покрытием на нерабочей стороне, например, Grand Master и 20-20+. Ленты производства 3M и Scotch также подвержены деградации, чаще всего — «улучшенных» типов: 206/207, 226/227, 808, 966, 986 и для аудиофилов, например, серии Classic и Master-XS.
Признаки деградации также наблюдаются у продукции японского производителя Sony — ленты типов PR-150, SLH, ULH и FeCr, но не так заметно, как американские аналоги.
Немецкий химический концерн BASF не использовал нестабильные рецептуры при изготовлении магнитных лент, поэтому у их продукции данная проблема встречается крайне редко. Несмотря на это, компакт-кассеты модели LH Super SM, а также кассеты модели Ferrochrome, изготовленные в середине 1970-х годов, выявляют склонность к деградации. У его основного конкурента — немецко-бельгийской группы компаний Agfa-Gevaert, отмечены проблемы у профессиональных лент с чёрным обратным покрытием типов PEM 466 и PEM 468, а также у компакт-кассет модели Ferrocolor HD.
По состоянию на 2012 год отсутствуют подтвержденные данные о деградации магнитных лент производства Maxell и TDK. Однако есть информация о том, что деградации подвержены ленты современного производства американских компаний ATR Magnetics и Splicit Reel Audio Products, а также нидерландской медиагруппы RMGI (в настоящее время производство передано французскому концерну Mulann под торговой маркой Recording The Masters). Вероятнее всего, это единичные случаи с демонстрационными образцами или отдельными неудачными партиями, которые не отражают общей картины качества производимых магнитных лент.
По состоянию на 2015 год отмечается, что некоторые перфорированные магнитные ленты шириной 35 мм производства Kodak, использовавшиеся в ранних вариантах звуковой подсистемы IMAX, также подвержены деградации. Поскольку эти ленты длительное время хранятся в архивах, не исключено дальнейшее разрушение связующих веществ и в других рецептурах.
Чистые компакт-кассеты, изготовленные в 1970—1990-х годах, не подвержены разрушению связующего вещества, поскольку при их производстве не использовались гигроскопичные рецептуры. Тем не менее некоторые типы кассетных лент подвержены схожему с вышеописанным эффекту в результате воздействия жирных кислот на лавсановую основу, что приводит к прилипанию ленты к магнитным головкам и сильным искажениям при воспроизведении сигнала, что устраняется их очисткой.
Советские компакт-кассеты производственных объединений «Свема» и «Тасма» также подвержены «скрипичному эффекту» из-за осыпания магнитного слоя ленты, который осаждается на фетровой подушке лентоприжима. Проблема может быть временно решена путём очистки этой подушки или её замены.

## Восстановление

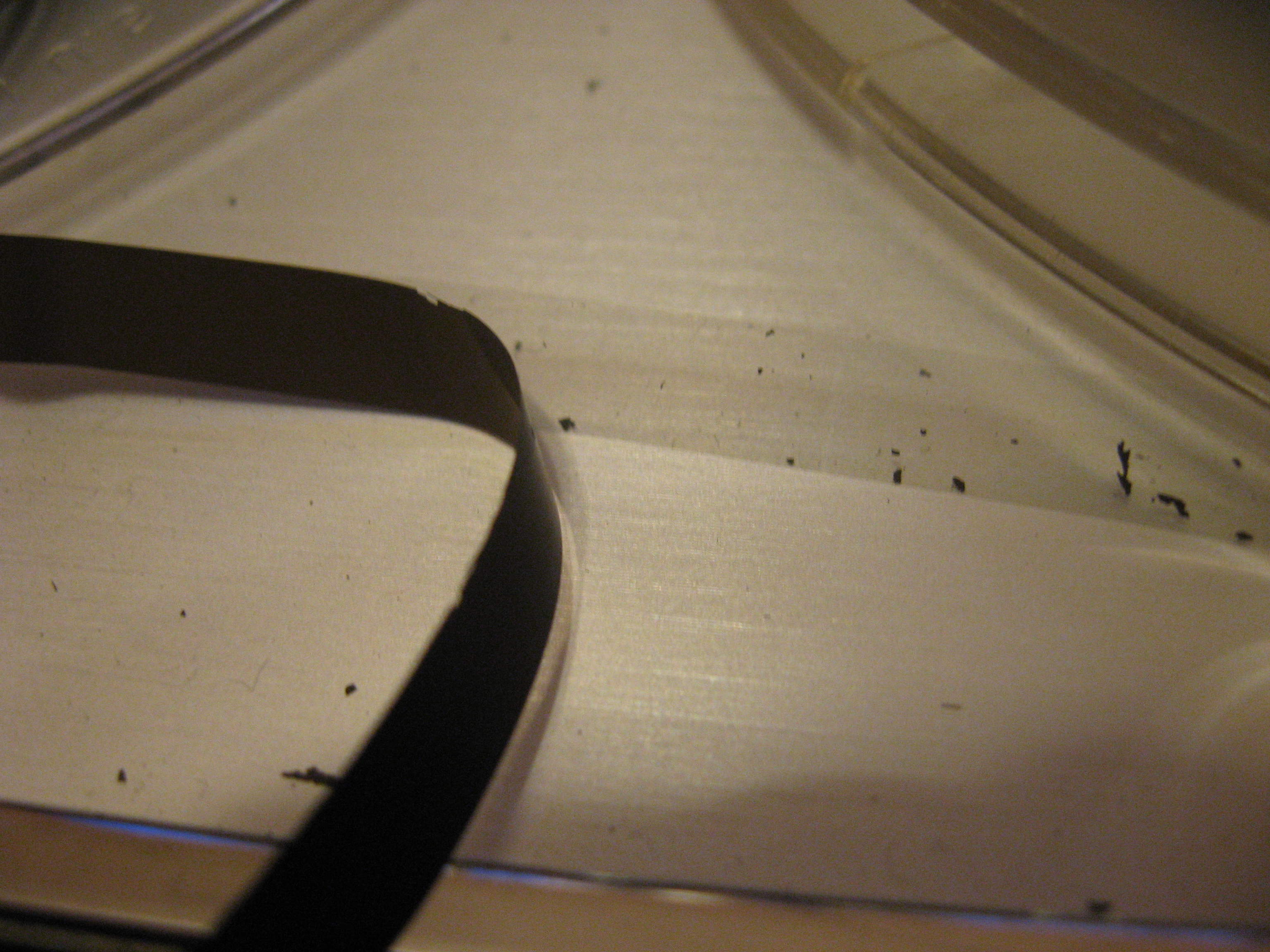
Связующее вещество данной магнитной ленты сильно разрушилось, поэтому коричневый рабочий слой с магнитным порошком полностью отклеился от прозрачной лавсановой основы. Лента восстановлению не подлежит

По современным представлениям для безопасного считывания информации с магнитной ленты, подверженной синдрому липкости-осыпания, необходимо удалить влагу из связующего вещества. Существует два способа: воздействие высокой температуры (так называемое «выпекание») или помещение в среду с низкой влажностью воздуха. «Выпекание» применяется чаще, однако при этом существует повышенный риск необратимого повреждения ленты. При помещении в среду с низкой влажностью для восстановления может потребоваться значительное время, но этот способ более безопасен, так как нет риска безвозвратно испортить ленту. Также специалистами ведутся альтернативные разработки по решению проблемы деградации.

### Воздействие высокой температуры
«Выпекание» — общепринятый способ временного устранения проявлений признаков деградации магнитной ленты. Однако не существует какого-либо универсального способа его применения; в каждом конкретном случае условия, оборудование и материалы должны подбираться индивидуально. Как правило, в течение продолжительного времени (от 1 до 8 часов) ленту «выпекают» при относительно низких температурах (от 54 °С до 60 °С). Чем шире лента, тем больше времени может потребоваться. Считается, что «выпекание» ленты способно временно удалить влагу, накопленную в связующем веществе. Восстановленная таким способом магнитная лента способна сохранить рабочие свойства в течение нескольких недель или месяцев, пока связующее вещество снова не абсорбирует воду. «Выпекание» не может применяться к лентам на ацетатной основе, но этот способ и не требуется, так как ацетилцеллюлоза имеет другие физико-механические и химические свойства.
Следует отметить, что «выпекание» — в известном смысле опасная процедура, поскольку существует риск теплового повреждения ленты. Однако существуют признаки, по которым можно понять, что лента требует «выпекания». Самым распространенным признаком является неприятный скрип или скрежет ленты при соприкосновении с магнитными головками и другими неподвижными частями лентопротяжного механизма. Скрипящие звуки издает непосредственно сама лента, а также они передаются аудиотрактом магнитофона. Длительное использование скрипящей ленты может привести к её необратимому повреждению из-за отрыва магнитного слоя от лавсановой основы. Этот липкий, отслаивающийся остаток хорошо виден на ленте и ощущается при прикосновении к её поверхности. Также существует риск поломки магнитофона. Другим признаком является искаженное звучание записи, выражающееся в отсутствии высоких частот. У магнитных лент для видеозаписи деградация может выглядеть как частичное или полное выпадение изображения или звука.
Благодаря данному способу британскому звукооператору Мартину Николсу удалось восстановить и оцифровать уникальные концертные записи Боба Марли и The Wailers, сделанные в 1975—1978 годах в Лондоне и Париже на передвижной студии группы The Rolling Stones, которые были найдены в подвале заброшенного лондонского отеля. Эти записи считались утерянными, однако их случайно обнаружили во время уборки здания. Мастер-ленты шириной 12,7 мм (½ дюйма) сильно пострадали от воды и покрылись плесенью. На восстановление 10 из 13 найденных катушек ушел год. Из оставшихся трех одна оказалась необратимо испорченной, на двух других не было записей.

### Обработка уайт-спиритом
В СССР и странах СНГ известен способ обработки деградировавшей ленты при помощи уайт-спирита. Суть его заключается в смачивании рабочего слоя с помощью ваты или тряпки при перемотке поврежденной ленты, минуя детали ЛПМ, с которыми она соприкасается, вследствие чего происходит восстановление физических свойств лавсановой основы из-за воздействия растворителя как пластификатора. Данный способ опасен риском неустранимо разрушить магнитный лак, а также повредить пластиковые катушки, корпуса кассет или декоративные элементы отделки магнитофона. Настоятельно рекомендуется сначала проводить опыты на ненужных магнитных лентах и соблюдать правила техники безопасности при работе с уайт-спиритом, так как он имеет резкий неприятный запах (это характерно для дешевых российских марок низкой степени очистки) и оказывает раздражающее действие на организм человека и животных. Поэтому работы лучше проводить в хорошо проветриваемых нежилых помещениях или на открытом воздухе, используя металлические неокрашенные катушки без пластиковых вставок и старые магнитофоны с исправной функцией ускоренной перемотки в обоих направлениях.